# أمير حسين بيات
أمير حسين بيات (بالفارسية: امیرحسین بیات)؛ (مواليد 10 مايو 1998) هو حارس مرمى إيراني يلعب مع نادي استقلال طهران.

## روابط خارجية
- أمير حسين بيات على موقع Soccerway.com (الإنجليزية)